# ユー・ノウ・マイ・ネーム
「ユー・ノウ・マイ・ネーム」（原題 : You Know My Name (Look Up The Number)）は、ビートルズの楽曲である。1970年3月にシングル盤『レット・イット・ビー』のB面曲として発売された。1967年5月と6月に行なわれた3回のセッションで取り上げられた後、1969年4月に行なわれたセッションで完成した。本作で、ローリング・ストーンズのブライアン・ジョーンズがサクソフォーンを演奏した。

## 背景・曲の構成
「ユー・ノウ・マイ・ネーム」は、ジョン・レノンが電話帳に着想を得て書いた楽曲。1980年の『プレイボーイ』誌のインタビューで、レノンは「未完成だった曲の1つで、ポールと一緒にコメディ・レコードに仕上げた。彼の家で待っていたら、ピアノの上に電話帳が置いてあって、そこに"You know my name, look up the number"って書いてあった。実際に書かれてたロゴみたいなものを、自分の中で置き換えちゃったんだ。曲は4部構成で…こんな感じにコードが変わるんだけど、発展させることなくジョークで終わってしまった」と語っている。
マッカートニーは本作について、ビートルズのレコーディングに関する分析者であるマーク・ルイソンに「ビートルズのシングルのB面を聴いてくれる人だけが『ユー・ノウ・マイ・ネーム』みたいな曲を知ってる。この曲は僕の大好きなビートルズ・ナンバーなんだ」と説明しており、「すごくおかしな曲で、なにもかも突飛だった。もしもジョン・レノンみたいなやつがスタジオに来て『新曲ができた！』と言ったらどんな反応をする？もちろん僕は『どんな歌詞だい？』と聞いた。そしたら彼は『You know my name look up the number』と答えた。僕が『…他には？』と聞いたら、彼は『いや、これだけさ。これをマントラみたいに繰り返すんだよ！』と答えた」と振り返っている。
本作のラウンジ調のセクションでは、レノンが映画『ジョン・レノンの 僕の戦争』で一緒に仕事をしたデニス・オデールの名前が登場する。本作では、ナイトクラブの歌手の名前として使用されており、マッカートニーがデニス・オデール役を演じている。

## レコーディング
「ユー・ノウ・マイ・ネーム」の最初のレコーディング・セッションは、1967年5月17日、6月7日、8日に行なわれ、メンバー全員が参加した。6月8日のセッションには、ザ・ローリング・ストーンズのブライアン・ジョーンズがサクソフォーン奏者として参加した。
1969年4月30日にマル・エヴァンズの協力のもと、レノンとマッカートニーがボーカル・トラックを作成し、サウンド・エフェクトが加えられるまで、本作は未完成のまま手つかずとなっていた。なお、最後のセッションとなったこの日はジョージ・ハリスンとリンゴ・スターは同席していない。同日のセッションで、セカンド・エンジニアを務めたニック・ウェッブは「当時のジョンとポールは、あまり仲が良くなかったけど、この曲のためにスタジオのフロアに出て、1本のマイクを囲んで一緒に歌っていたよ。この時も『彼らは古い4トラック・テープを使って、この古風な曲におかしな断片を録音して、何をやってるんだ』と思っていたけど、やってみると楽しい曲だった」と振り返っている。
本作のレコーディングについて、マッカートニーは、「僕らは2年か3年をかけて取り組んだ。20分くらいのものになって、どうにかしようと思ったけどどうにもならなかった。だから一旦中断してまた挑戦することにした。いつ終わるのかなんてわからない、めちゃくちゃで楽しいセッションだったよ。僕が『You know my name〜』って（ジャズっぽく）歌って、ジョンと一緒にスキャットも入れたんだ。マルがスコップを持ってて、それで砂を掘ってる姿が今でも思い浮かぶ。そんな感じで賑やかにレコーディングをやっていたんだ。偉大なメドレーとかではないけど、すごくユニークだった」と振り返っている。

## リリース
当初「ユー・ノウ・マイ・ネーム」は、プラスティック・オノ・バンドのシングル曲として発売される予定だった。レノンは本作と「ホワッツ・ザ・ニュー・メリー・ジェーン」を発売したいと考え、アップル・コアにこの2曲をプラスティック・オノ・バンドのシングルとして発売するように手配した。レコーディングに参加したブライアン・ジョーンズがプールで溺死してから4か月後にあたる1969年11月26日、レノンは「ユー・ノウ・マイ・ネーム」を編集により、6分8秒もある演奏をシングルに適した4分19秒に短縮した。シングルには「Apples 1002」というカタログ番号が割り当てられ、イギリスでの発売日が1969年12月5日に決定したが、発売日直前に取りやめとなった。
本作は1970年3月にビートルズのシングル盤『レット・イット・ビー』のB面曲として発売されたが、レコードのラベルには「You Know My Name (Look Up My Number)」と誤ったタイトルが記載されていた。なお、イギリスで発売された同シングル盤の溝には、プラスティック・オノ・バンドのシングル盤のカタログ番号がわずかながら確認できる。
本作は1978年に発売されたボックス・セット『ザ・ビートルズ・コレクション』のボーナス・ディスク『レアリティーズ』でアルバム初収録となった。CD作品では1988年に発売された『パスト・マスターズ Vol.2』で初収録となった。
なお、本作は1996年に発売された『ザ・ビートルズ・アンソロジー2』に、拡張版ステレオ・ミックスが収録されるまで、モノラル・ミックスしか存在しなかった。

## クレジット
※出典
- ジョン・レノン - リード・ボーカル、バッキング・ボーカル、スポークン・ボーカル、ギター、マラカス、サウンド・エフェクト
- ポール・マッカートニー - リード・ボーカル、ピアノ、ベース、ハンドクラップ（英語版）、サウンド・エフェクト
- ジョージ・ハリスン - リードギター、ヴィブラフォン
- リンゴ・スター - ドラム、ティンバレス、ボンゴ
- ブライアン・ジョーンズ - アルト・サクソフォーン
- マル・エヴァンズ - 効果音